# Список самолётов, произведённых в Югославии

## Самолёты, производстваЗМАЈ
- Физир ФН
- Физир ФП-2
- Физир-Рајт
- Небојша
- Физир-Лорејн
- Физир-Јупитер
- Физир-Мајбах
- Змај Р-1

## Самолёты, производстваИКАРУС
- Икарус ШМ
- Икарус ИК-2
- Аеро-2
- С-49Ц

## Самолёты, производстваРОГОЖАРСКИ
- Рогожарски АЖР
- Рогожарски ПВТ
- Рогожарски Р-100
- Рогожарски ИК-3
- Рогожарски Р-313
- Рогожарски СИМ-XIV-Х

## Самолёты, производстваСОКО
- 522
- С-55-5 Мк. 5
- Г-2 Галеб (Н-60)
  - Г-2A
- Г-3 Галеб
- J-21 Јастреб
  - J-1 (J-21)
  - РЈ-1 (ИЈ-21)
  - ТЈ-1 (НЈ-21) Јастреб
- Ј-20 Крагуј
- Ј-22 Орао
  - Орао 1 (ИЈ/ИНЈ-22)
  - Орао 2 (Ј-22)
  - Орао 2 (НЈ-22)
- Г-4 Супер Галеб (Н-62)
  - Г-4M Супер Галеб

## Самолёты, производстваУТВА
- 212
- 213 'Вихор'
- Аеро 3
- Тројка
- UTVA 56/60
  - 60-АТ1
  - 60-АТ2
  - 60-АГ (пољопривредна верзија)
  - 60-АМ (ваздушна амбуланта)
  - 60Х (флоат плане)
  - 60 В-51
- Утва 65
  - 65 'Привредник'
  - 65 'Привредник'-ИО
  - 65 'СуперПривредник'-350
- Утва 66
  - 66-АМ (ваздушна амбуланта)
  - 66Х
  - 66В
  - 66 Супер СТОЛ
- Утва 75
  - 75А21
  - 75А41
  - 75АГ11
  - 75 В-53
- Ласта
- Утва 96
- Мини УАВ Гавран
- Медиум УАВ